# Monte Pellegrino
El Monte Pellegrino es un promontorio que adopta la forma de una auténtica montaña calcárea, con una altitud de 609 metros. Cierra al norte el golfo de la ciudad italiana de Palermo.

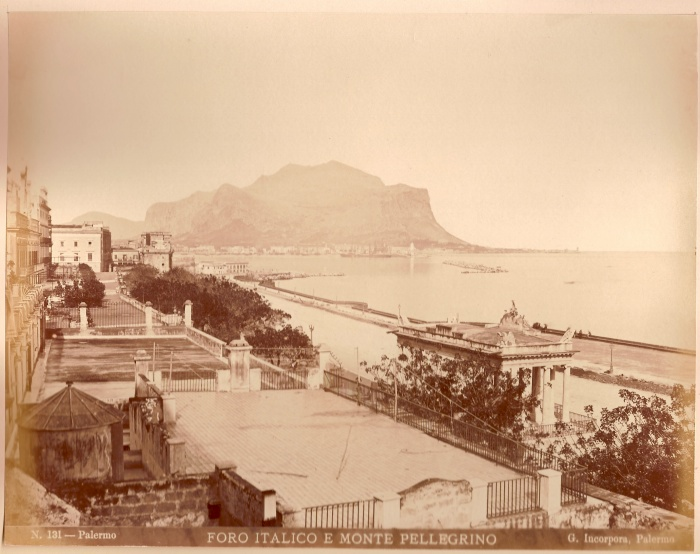
El monte Pellegrino en una fotográfia del año 1870.

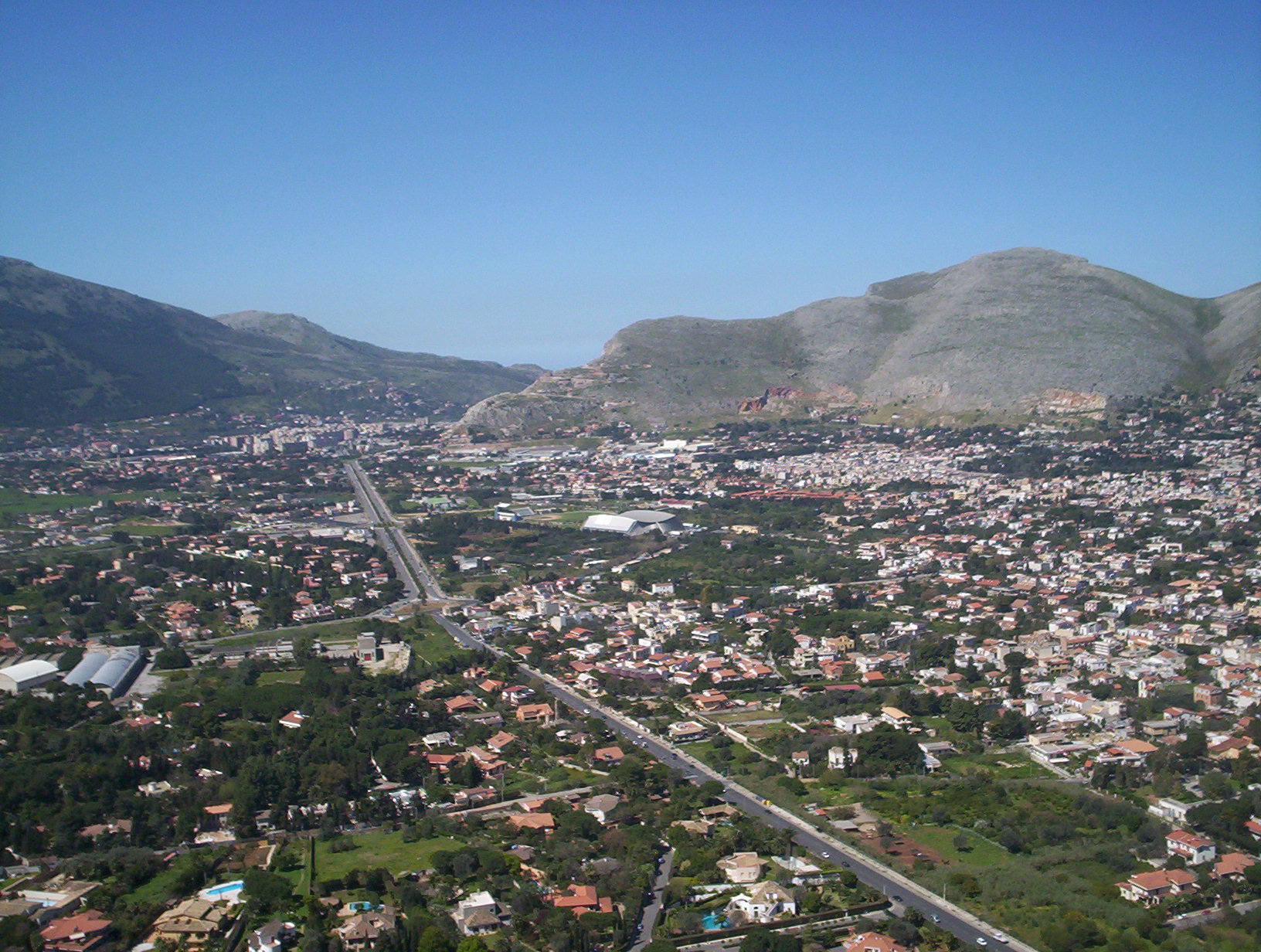
Veduta panorámica della zona Nord di Palermo dal Monte Pellegrino